# Cinclode fuligineux
Cinclodes antarcticus
Espèce
Statut de conservation UICN

 NT  : Quasi menacé
Le Cinclode fuligineux (Cinclodes antarcticus) est une espèce de passereau de la famille des Furnariidae. Il est originaire de l'extrémité sud de l'Amérique du Sud, y compris les îles Falkland. Il est souvent peu farouche et s'approche facilement des humains.

## Description
Il mesure de 18 à 23 cm de long. Les sexes sont semblables et leur plumage est presque entièrement brun foncé. La gorge est légèrement plus pâle avec quelques taches de couleur chamois, il y a une bande légèrement plus pâle sur l’œil et une légère barre brun rougeâtre sur l'aile. Le bec est assez long, robuste et légèrement incurvé avec une tache jaune pâle à la base (qui manque chez les oiseaux des Falklands).
Son chant et ses appels sont forts et aigus. Le chant est lancé d'un perchoir ou en vol.

## Répartition et sous-espèces
Selon la classification de référence du Congrès ornithologique international (15.1, 2025) :
- C. a. maculirostris Dabbene, 1917 — Terre de Feu
- C. a. antarcticus (Garnot, 1826) — îles Malouines